# Waterburcht van Eelde
De Waterburcht van Eelde was een waterburcht bij de buurtschap Zuideinde ten zuiden van het dorp Eelde in de Nederlandse provincie Drenthe.

## Gebruik als waterburcht en havezate
De waterburcht bestond uit twee kunstmatige eilanden (waaronder een heuvel) met rondom waarschijnlijk vijf tot zeven concentrische grachten met een doorsnede van ca. 160 tot 185 meter. De grachten die aan de noordoostzijde afbuigen naar de weg zouden mogelijk een voorburcht kunnen hebben omsloten, maar dit is nooit onderzocht. Het complex werd waarschijnlijk aangelegd als de nieuwe zetel van de schulte van Eelde. De waterburcht lag niet strategisch aan een doorgaande weg, maar had waarschijnlijk alleen een verdedigende functie voor het omringende gebied dat in handen was van de schulte. De waterburcht lag tussen de Oosterloop in het westen en de zandrug (weg) tussen Eelde en Yde in het oosten. Het complex was aan drie kanten omsloten door de makkelijk verdedigbare drassige laaggelegen delen van het beekdal van het Eelderdiep, en was alleen vanuit het noordoosten per weg te bereiken.
Uit een onderzoek van Vincent van Vilsteren uit 1989 kwam naar voren dat de burcht in 1266 werd gebouwd door de zonen en neven van schulte Rodger (of Rutger). Hoewel Van Vlisteren dit als achterhaald veronderstelde, is het mogelijk dat er eerder de 11e-eeuwse Luchtenburg van de familie Lichtenberg stond (volgens Van Vlisteren stond deze echter een kilometer zuidelijker). Mogelijk werd de voorganger van de waterburcht verwoest bij de verwoesting van Eelde door aanhangers van de prefect van Groningen in 1241 en opnieuw in 1256 door de kastelein van Coevorden en drost van Drenthe Gerard Clinke.
In de Kroniek van Bloemhof staat dat het complex nog niet voltooid was toen het in hetzelfde jaar naar aanleiding van een vete werd verwoest door de zonen van heer Adolf van Peize en wederom door Gerard Clinke, die zou hebben gehandeld in opdracht van bisschop Hendrik van Utrecht. De zonen van Adolf werden hiervoor later terechtgesteld. Het is niet helemaal zeker dat de in de kroniek genoemde burcht de waterburcht betreft, maar het wordt wel aannemelijk geacht. Het wordt eveneens aannemelijk geacht dat de burcht daarna is herbouwd. Het is onbekend of het complex ooit bewoond geweest is door de schulten in de tijd dat ze actief waren tot ongeveer 1325, maar ook dat is aannemelijk. Ook is onbekend of er ook een stenen of houten mottekasteel op heeft gestaan, aangezien de fundamenten nooit volledig archeologisch zijn onderzocht. Vermoedelijk stond er echter wel een donjon met een omringende palissadewand op de heuvel. De burcht wordt in elk geval na 1266 niet meer genoemd. Omdat de oprijlaan naar de latere havezate (zie verder) oorspronkelijk mogelijk verder doorliep naar het Mepschehuis, waarvan de familie al in de 14e eeuw actief was in dit gebied, zou de bewoning in elk geval nog tot 1395 kunnen zijn voortgezet. In dat jaar bepaalde de bisschop van Utrecht dat alleen Coevorden nog een kasteel mocht hebben In 1392 komt voor het eerst een familie Ter Borch voor, die aan de latere havezate op het terrein kan worden gekoppeld en verwant was aan de schulten van Eelde en andere ridders uit die plaats. In 1400 wordt nog gesproken over een vesting van Frederik van Blankenheim bij Eelde (in 1405 weer afgebroken), maar het is niet bekend welk terrein dit betrof en het kan dus ook om een andere tijdelijke vesting zijn gegaan. In 1453 komt het goed weer met zekerheid voor toen Hake ter Borch precariobelasting over dit goed moest betalen.
Vermoedelijk in de eerste helft van de 17e eeuw werd de havezate Ter Borch op het terrein gebouwd, waarvoor de heuvel en binnenste gracht ingrijpend werden gewijzigd. De heuvel is toen waarschijnlijk geëgaliseerd. De naam van deze havezate verwijst waarschijnlijk naar de waterburcht. In 1801 werd de havezate weer afgebroken.

## Onderzoek en herstel
De waterburcht werd in 1947 herontdekt door luchtfoto-archeologiepionier Von Frijtag Drabbe op een luchtfoto uit 1935 en een foto van de Royal Air Force in 1944. Dit verhaal werd pas opgepikt nadat Naarding in 1956 het verhaal opnam in zijn boek over Eelde. In 1966 werd onder leiding van Van Giffen het terrein archeologisch onderzocht (twee sleufopgravingen) en in 1969 aangewezen als archeologisch monument. Ook wees de provincie het terrein aan als 'waardevol cultuurlandschap'. Met een nieuw archeologisch niet-destructief onderzoek in 1987 en 1988 werden de contouren van de waterburcht en de havezate gereconstrueerd. In 2000 liet de Rijksdienst voor Cultureel Erfgoed op basis van dit laatstgenoemde onderzoek het terrein herinrichten om de waterburcht en het terrein van de havezate voor het publiek zichtbaar te maken. Daarbij werd onder andere de burchtheuvel weer opgehoogd, de grachten aan voorzijde wat verlaagd om het profiel beter zichtbaar te maken en werd de oprijlaan naar de havezate weer zichtbaar gemaakt.

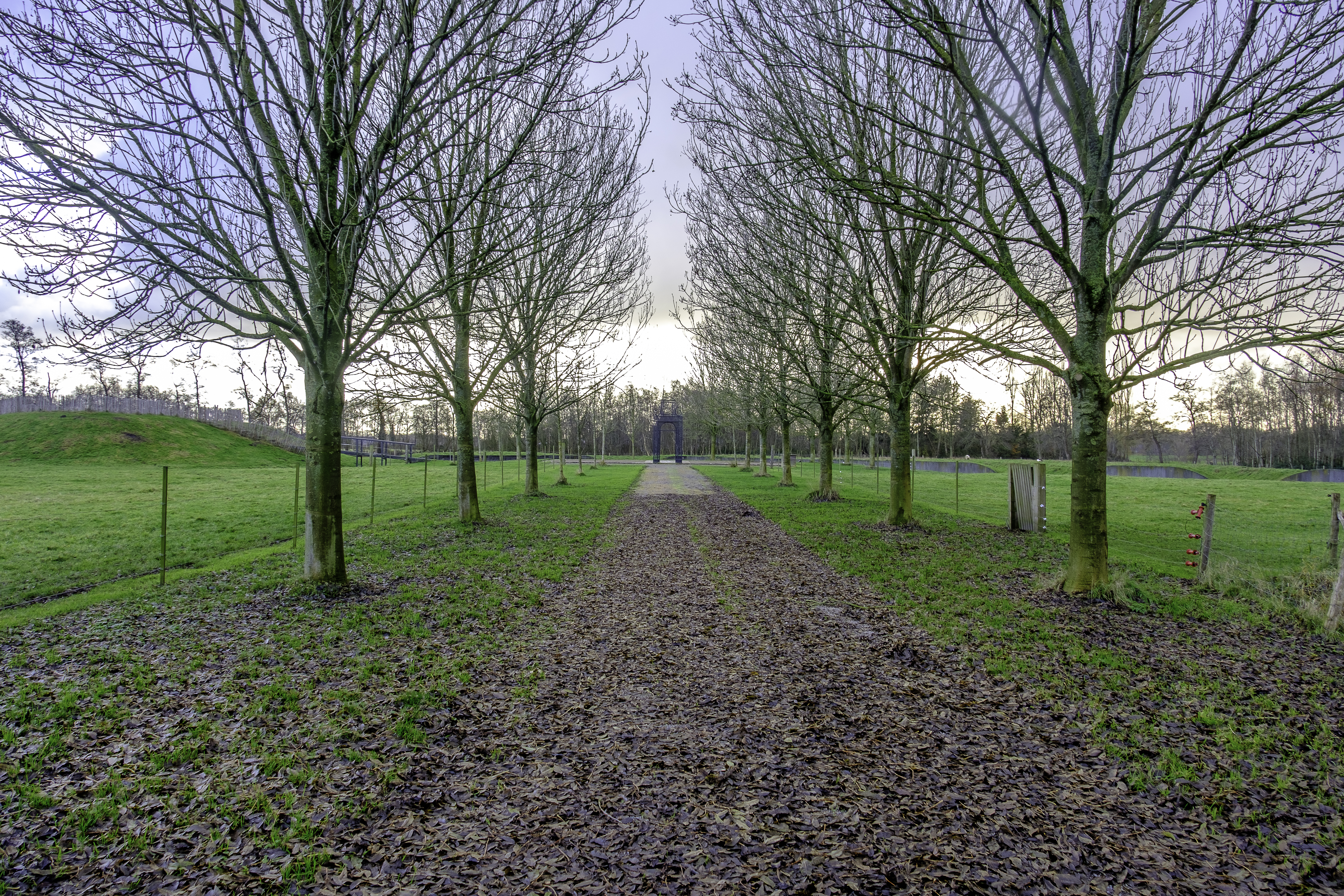
Oprijlaan naar de havezateplaats